# Tamás Mendelényi
Tamás Mendelényi (n. 2 mai 1936, Budapesta, Regatul Ungariei – d. 6 septembrie 1999, Várgesztes, Districtul Tatabánya, Komárom-Esztergom, Ungaria) a fost un scrimer maghiar, medaliat olimpic. A participat la o ediție a Jocurilor Olimpice (1960) în care a câștigat o medalie de aur.

## Participări
Lista de mai jos prezintă principalele competiții la care a participat Tamás Mendelényi de-a lungul carierei.
- fencing at the 1960 Summer Olympics – men's team sabre[*]